# Wolfgang von Trips
(Enzo Ferrari)
Wolfgang Alexander Albert Eduard Maximilian Berghe von Trips, detto Taffy, noto anche con lo pseudonimo di Axel Linther (Colonia, 4 maggio 1928 – Monza, 10 settembre 1961), è stato un pilota automobilistico tedesco, vincitore di 2 Gran Premi di Formula 1.

## Carriera
Era il figlio di Eduard Reichsgraf Berghe Von Trips e Thessa Von Trips.
Di origini nobili, col titolo di conte, malgrado soffrisse gravemente di diabete cominciò la sua carriera sportiva nel motociclismo. Partecipò alla Mille Miglia del 1954, terminata al 33º posto assoluto: notato dal dirigente della Mercedes Von Frenkerberg fu iscritto al Tourist Trophy, che concluse al terzo posto, dietro a Stirling Moss e Juan Manuel Fangio.

### Formula 1
Soprannominato Taffy, nel 1957 fu assunto dalla Ferrari, in un'annata segnata dalla partenza di Juan Manuel Fangio. Ottenne all'ultima gara i suoi primi punti iridati, con un terzo posto. Anche nel 1958 il pilota tedesco rimase alla Ferrari, in un anno tragico, in cui morirono Musso e Collins. Migliorò i propri risultati ma per varie cause non disputò tutti i Gran Premi. Il 1959 fu un anno travagliato, che si concluse senza punti iridati.
Nel 1960 von Trips conquistò dieci punti, collezionando una serie di quinti posti, sempre su Ferrari (se si esclude l'ultima gara, negli Stati Uniti, disputata con una Cooper). 

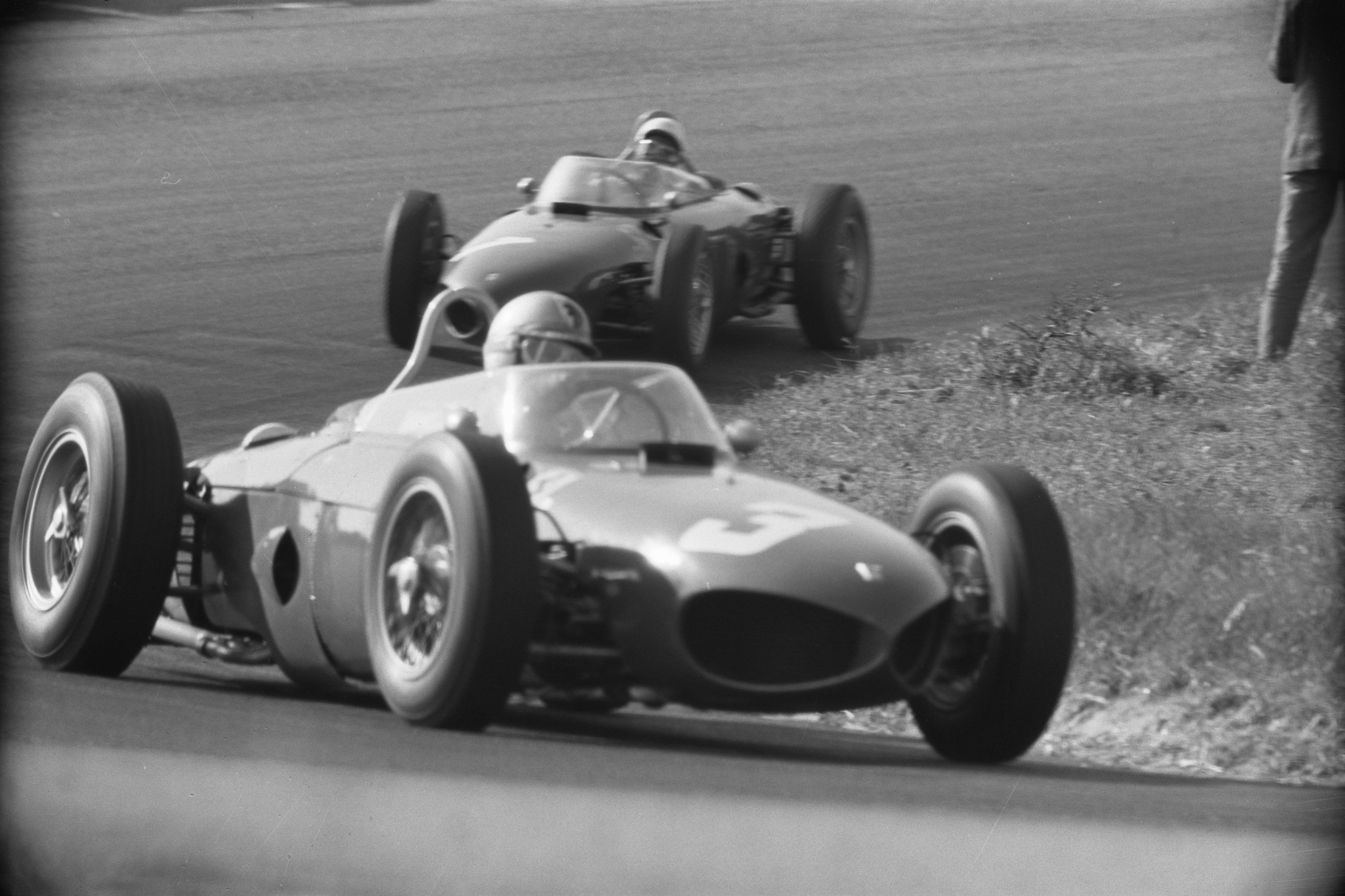
von Trips al volante della Ferrari 156 F1 nel corso del vittorioso Gran Premio d'Olanda 1961; alle spalle il compagno di scuderia Phil Hill.

Nel 1961 von Trips stupì, vincendo in Olanda e in Gran Bretagna, e arrivando alla gara di Monza con alcuni punti di vantaggio sul compagno e rivale per la lotta per il titolo, Phil Hill.

### L'incidente mortale
Wolfgang von Trips morì durante il Gran Premio d'Italia 1961 a Monza: nel primo giro ci fu una collisione con Jim Clark alla staccata della Parabolica. La vettura di von Trips uscì di pista e si schiantò contro le reti di protezione, dietro le quali erano accalcati numerosi spettatori. Oltre al pilota, persero la vita 14 persone. L'incidente fu tale che von Trips fu catapultato fuori della macchina appena questa iniziò a roteare. Cadde a terra mentre passava la macchina di Clark. Dal filmato non si capisce bene se von Trips venne colpito da questa vettura o se si ferì mortalmente durante l'impatto per la fuoriuscita dalla macchina. La sua macchina nel frattempo roteò sulla staccionata e colpì il pubblico presente, prima di ridiscendere, impattare a terra e disintegrarsi sulla pista.

Autodromo di Monza, Gran Premio d'Italia, 10 settembre 1961. Wolfgang von Trips giace a terra senza vita dopo il drammatico incidente.

La Ferrari non partecipò per lutto all'ultimo Gran Premio.
Quello di Monza è il più grave incidente nella storia della Formula 1 e fu il primo ad essere trasmesso in televisione; l'incidente mortale di von Trips comportò l'esclusione definitiva sull'utilizzo dell'Anello alta velocità dell'autodromo di Monza per le successive edizioni del Gran Premio d'Italia. Wolfgang von Trips è sepolto nel Cimitero di Kerpen-Horrem.
Wolfgang von Trips era un grande appassionato di kart ed aveva fatto costruire a Kerpen, vicino alla villa di famiglia, un kartodromo; Michael Schumacher imparò a guidare proprio su questa pista, dove il padre lavorava come custode e la madre come barista del kartodromo.

## Vittorie
- Stagione 1961
- Gran Premio d'Olanda (circuito di Zandvoort)
- Gran Premio di Gran Bretagna (circuito di Aintree)

## Risultati

### Risultati in Formula 1
| 1956 | Scuderia         | Vettura    |  |  |  |  |  |  |  |    |  |  |  | Punti | Pos. |
| ---- | ---------------- | ---------- |  |  |  |  |  |  |  | -- |  |  |  | ----- | ---- |
| 1956 | Scuderia Ferrari | Lancia D50 |  |  |  |  |  |  |  | NP |  |  |  | 0     |      |

| 1957 | Scuderia         | Vettura                |   |     |  |  |  |  |  |   |  |  |  | Punti | Pos. |
| ---- | ---------------- | ---------------------- | - | --- |  |  |  |  |  | - |  |  |  | ----- | ---- |
| 1957 | Scuderia Ferrari | Lancia D50 Ferrari 801 | 6 | Rit |  |  |  |  |  | 3 |  |  |  | 4     | 14º  |

| 1958 | Scuderia         | Vettura        |  |     |  |  |  |   |     |   |   |     |  | Punti | Pos. |
| ---- | ---------------- | -------------- |  | --- |  |  |  | - | --- | - | - | --- |  | ----- | ---- |
| 1958 | Scuderia Ferrari | Ferrari 246 F1 |  | Rit |  |  |  | 3 | Rit | 4 | 5 | Rit |  | 11    | 9º   |

| 1959 | Scuderia                 | Vettura                       |     |  |  |  |  |    |  |  |   |  |  | Punti | Pos. |
| ---- | ------------------------ | ----------------------------- | --- |  |  |  |  | -- |  |  | - |  |  | ----- | ---- |
| 1959 | Porsche Scuderia Ferrari | Porsche 718 F2 Ferrari 246 F1 | Rit |  |  |  |  | NP |  |  | 6 |  |  | 0     |      |

| 1960 | Scuderia                             | Vettura                   |   |   |  |   |     |    |   |   |   |   |  | Punti | Pos. |
| ---- | ------------------------------------ | ------------------------- | - | - |  | - | --- | -- | - | - | - | - |  | ----- | ---- |
| 1960 | Scuderia Ferrari Scuderia Centro Sud | Ferrari 246 F1 Cooper T51 | 5 | 8 |  | 5 | Rit | 11 | 6 | 4 | 5 | 9 |  | 10    | 7º   |

| 1961 | Scuderia         | Vettura        |   |   |   |     |   |   |      |  |  |  |  | Punti | Pos. |
| ---- | ---------------- | -------------- | - | - | - | --- | - | - | ---- |  |  |  |  | ----- | ---- |
| 1961 | Scuderia Ferrari | Ferrari 156 F1 | 4 | 1 | 2 | Rit | 1 | 2 | Rit† |  |  |  |  | 33    | 2º   |

| Legenda | 1º posto     | 2º posto | 3º posto    | A punti         | Senza punti/Non class.  | Grassetto – Pole position Corsivo – Giro più veloce |
| Legenda | Squalificato | Ritirato | Non partito | Non qualificato | Solo prove/Terzo pilota | Grassetto – Pole position Corsivo – Giro più veloce |

† Deceduto durante la gara.

### Risultati alla 24 Ore di Le Mans
| Anno | Classe | N° | Gomme | Vettura                                    | Squadra              | Co-piloti               | Giri | Pos. Assol. | Pos. di Classe |
| ---- | ------ | -- | ----- | ------------------------------------------ | -------------------- | ----------------------- | ---- | ----------- | -------------- |
| 1956 | S 1.5  | 25 | C     | Porsche 550A/4RS Coupé Porsche 1.5L Flat-4 | Porsche K.G.         | Richard von Frankenberg | 282  | 5º          | 1º             |
| 1958 | S 3.0  | 16 | E     | Ferrari 250 TR58 Ferrari 3.0L V12          | Ferrari              | Wolfgang Seidel         | 101  | Rit         | Rit            |
| 1959 | S 2.0  | 31 | C     | Porsche 718 RSK Porsche 1.6L Flat-4        | Porsche K.G.         | Jo Bonnier              | 182  | Rit         | Rit            |
| 1960 | S 3.0  | 9  | D     | Porsche 718 RSK Porsche 1.6L Flat-4        | Scuderia Ferrari SpA | Phil Hill               | 22   | Rit         | Rit            |
| 1961 | S 3.0  | 23 | D     | Porsche 718 RSK Ferrari 2,4L V6            | Ferrari              | Richie Ginther          | 231  | Rit         | Rit            |

### Risultati nella 12 Ore di Sebring
| Anno    | Scuderia                 | Costruttore | Vettura             | Numero | Categoria | Classe | Co-Pilota                                                       | Giri | Risultato di classe | Risultato assoluto |
| ------- | ------------------------ | ----------- | ------------------- | ------ | --------- | ------ | --------------------------------------------------------------- | ---- | ------------------- | ------------------ |
| 1956    | Porsche K.G.             | Porsche     | Porsche 550 Spyder  | 41     | Sport     | S 1.5  | Hans Herrmann                                                   | 182  | 1°                  | 6°                 |
| 1957    | Ferrari Factory          | Ferrari     | Ferrari 290 MM      | 14     | Sport     | S 5.0  | Philip Toll "Phill" Hill                                        | 106  | Rit                 | Rit                |
| 1958    | Ferrari                  | Ferrari     | Ferrari 250 TR58    | 15     | Sport     | S 3.0  | John Michael "Mike" Hawthorn                                    | 159  | Rit                 | Rit                |
| 1959    | Porsche Auto Company     | Porsche     | Porsche 718 RSK     | 31     | Sport     | S 2.0  | Joakim "Jo" Bonnier                                             | 184  | 1°                  | 3°                 |
| 1961    | SEFAC Automobile Ferrari | Ferrari     | Ferrari Dino 246 SP | 27     | Sport     | S 2.5  | Paul Richard "Richie" Ginther                                   | -    | Rit                 | Rit                |
| 1961    | SEFAC Automobile Ferrari | Ferrari     | Ferrari 250 TRI     | 15     | Sport     | S 3.0  | Giancarlo Baghetti Willy Mairesse Paul Richard "Richie" Ginther | 208  | 2°                  | 2°                 |
| Legenda |                          |             |                     |        |           |        |                                                                 |      |                     |                    |

### Risultati nella Targa Florio
| Anno    | Scuderia       | Costruttore   | Vettura              | Numero | Categoria    | Classe  | Co-Pilota                    | Giri | Risultato di classe | Risultato assoluto |
| ------- | -------------- | ------------- | -------------------- | ------ | ------------ | ------- | ---------------------------- | ---- | ------------------- | ------------------ |
| 1956    | Pilota privato | Mercedes-Benz | Mercedes-Benz 300 SL | 38     | Gran Turismo | GT +2.0 | Bengt Mårtenson              | -    | Rit                 | Rit                |
| 1958    | Ferrari        | Ferrari       | Ferrari 250 TR58     | 102    | Sport        | S 3.0   | John Michael "Mike" Hawthorn | 14   | 2°                  | 3°                 |
| 1959    | Porsche AG     | Porsche       | Porsche 718 RSK      | 130    | Sport        | S 2.0   | Joakim "Jo" Bonnier          | 13   | Rit                 | Rit                |
| 1960    | Ferrari        | Ferrari       | Ferrari Dino 246 S   | 194    | Sport        | S 3.0   | Philip Toll "Phill" Hill     | 10   | 1°                  | 2°                 |
| 1961    | SEFAC Ferrari  | Ferrari       | Ferrari Dino 246 SP  | 162    | Sport        | S 3.0   | Olivier Gendebien            | 10   | 1°                  | 1°                 |
| Legenda |                |               |                      |        |              |         |                              |      |                     |                    |

### Risultati nella 1000 km del Nürburgring
| Anno    | Scuderia      | Costruttore | Vettura             | Numero | Categoria    | Classe | Co-Pilota                                       | Giri | Risultato di classe | Risultato assoluto |
| ------- | ------------- | ----------- | ------------------- | ------ | ------------ | ------ | ----------------------------------------------- | ---- | ------------------- | ------------------ |
| 1956    | Porsche       | Porsche     | Porsche 550 RS      | 21     | Gran Turismo | S 1.5  | Umberto Maglioli                                | 44   | 1°                  | 4°                 |
| 1958    | Ferrari       | Ferrari     | Ferrari 250 TR58    | 7      | Gran Turismo | S 3.0  | Olivier Gendebien                               | 44   | 3°                  | 3°                 |
| 1959    | Porsche K.G.  | Porsche     | Porsche 718 RSK     | 26     | Sport        | S 1.5  | Joakim "Jo" Bonnier                             | 41   | 2°                  | 7°                 |
| 1960    | Ferrari       | Ferrari     | Ferrari 250 TRI60   | 1      | Sport        | S 3.0  | Philip Toll "Phill" Hill                        | 34   | Rit                 | Rit                |
| 1961    | SEFAC Ferrari | Ferrari     | Ferrari Dino 246 SP | 3      | Sport        | S 3.0  | Philip Toll "Phill" Hill                        | 24   | Rit                 | Rit                |
| 1961    | SEFAC Ferrari | Ferrari     | Ferrari Dino 246 SP | 2      | Sport        | S 3.0  | Paul Richard "Richie" Ginther Olivier Gendebien | 43   | 2°                  | 3°                 |
| Legenda |               |             |                     |        |              |        |                                                 |      |                     |                    |

### Risultati alla Mille Miglia
| Anno    | Scuderia       | Costruttore   | Vettura                | Numero | Categoria    | Classe    | Co-Pilota     | Risultato di classe | Risultato assoluto |
| ------- | -------------- | ------------- | ---------------------- | ------ | ------------ | --------- | ------------- | ------------------- | ------------------ |
| 1954    | Porsche        | Porsche       | Porsche 356 1300 Super | 228    | Gran Turismo | GT 1.5    | Walter Hampel | 2°                  | 33°                |
| 1955    | Pilota privato | Porsche       | Porsche 356 1300 Super | 238    | Gran Turismo | GT 1.3    |               | 2°                  | 25°                |
| 1956    | Pilota privato | Mercedes-Benz | Mercedes-Benz 300 SL   | 446    | Turismo      | T/GT +2.0 | Horst Straub  | Rit                 | Rit                |
| 1957    | Ferrari        | Ferrari       | Ferrari 315 S          | 532    | Sport        | S +2.0    |               | 2°                  | 2°                 |
| Legenda |                |               |                        |        |              |           |               |                     |                    |